# Bagnall
Bagnall – wieś w Anglii, w hrabstwie Staffordshire, w dystrykcie Staffordshire Moorlands. Leży 28 km na północ od miasta Stafford i 219 km na północny zachód od Londynu.